# 乐群社旧址
24°18′07″N 109°24′16″E / 24.30194°N 109.40444°E
乐群社旧址位于中国广西壮族自治区柳州市鱼峰区柳石路1号，2006年作为胡志明旧居之一被列为第六批全国重点文物保护单位。现已辟为柳州大韩民国临时政府抗日斗争活动陈列馆。
乐群社旧址原为柳州汽车总站，1927年建成，1935年改名为乐群社。
1919年，韩国流亡的独立志士在上海组织大韩民国临时政府，经多次迁徙后，1938年10月来到柳州，逗留并活动了七个月。大韩民国临时政府在柳期间，住所位于廖磊公馆，办公场所设在乐群社。
1943年至1944年胡志明经常与越南革命同盟会的主要领导人在乐群社会面。

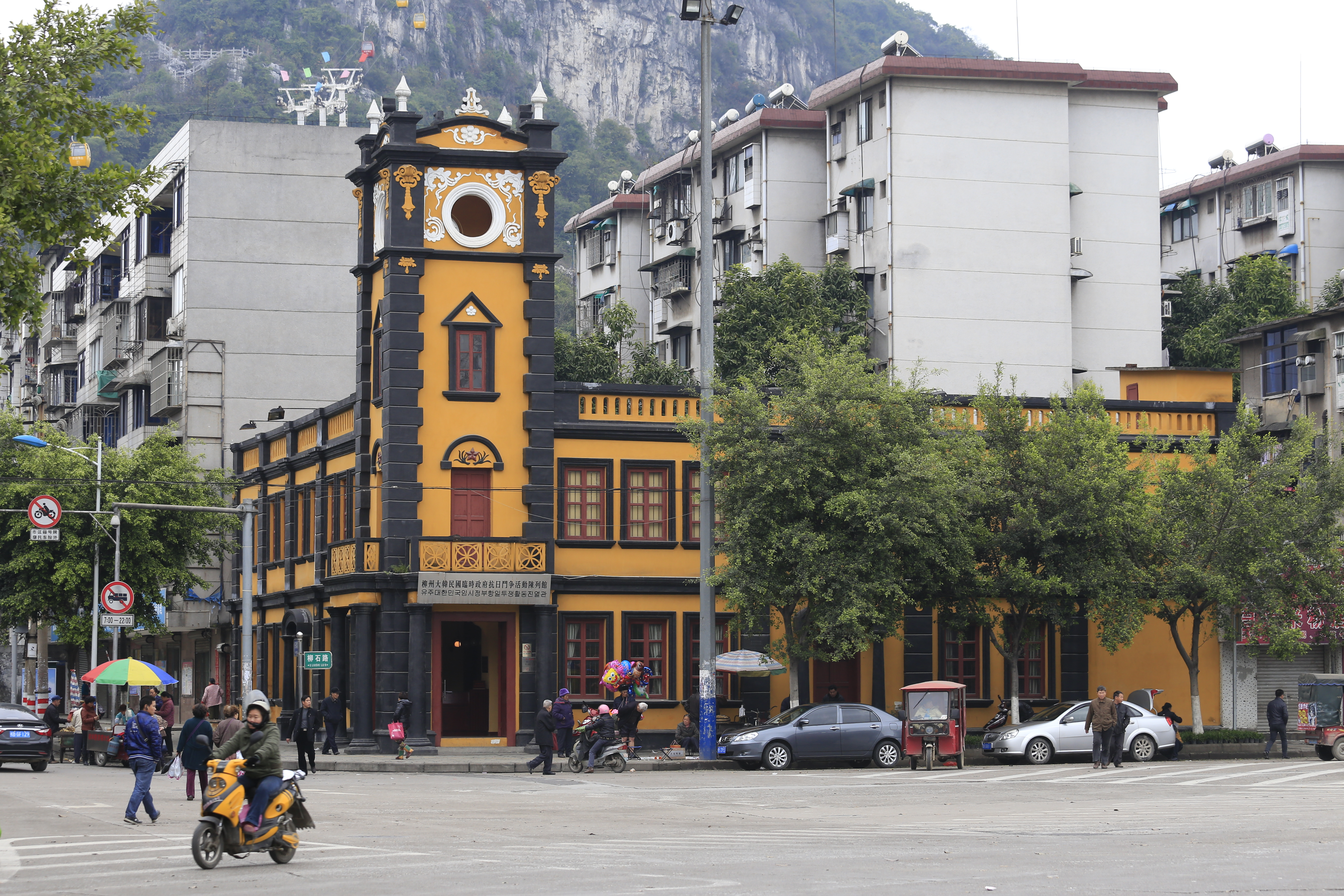
柳州乐群社旧址（柳州大韩民国临时政府抗日斗争活动陈列馆）